# 波魯姆貝什蒂鄉 (薩圖馬雷縣)
47°59′N 22°59′E / 47.983°N 22.983°E
波魯姆貝什蒂鄉（羅馬尼亞語：Comuna Porumbești, Satu Mare），是羅馬尼亞的鄉份，位於該國西北部，由薩圖馬雷縣負責管轄，面積36平方公里，海拔高度122米，2007年人口2,573，人口密度每平方公里72人。